# Déaddé Saint-Yves
Pour les articles homonymes, voir Saint-Yves.
Ernest-Antoine-Edmond-Édouard Déaddé, dit Saint-Yves, né dans l'ancien 3e arrondissement de Paris le 9 novembre 1808 et mort à Paris 9e le 23 juillet 1871, est un auteur dramatique et un romancier français.

## Biographie
Employé au ministère de l'Intérieur, il se fait connaître comme vaudevilliste sous le pseudonyme de Saint-Yves et publie de nombreux articles dans la Revue et gazette musicale sous le pseudonyme de D.A.D.
Ses nombreuses pièces furent représentées sur les plus célèbres théâtres parisiens (Théâtre du Panthéon, Théâtre des Variétés, Théâtre du Palais-Royal, Théâtre de l'Ambigu, Théâtre des Folies-Dramatiques, Théâtre de la Gaîté, etc.). Plusieurs projets de collaborations eurent lieu avec Honoré de Balzac mais aucun ne vit le jour.
Il fut également directeur du Théâtre de la Porte-Saint-Antoine de 1839 à 1840.

## Œuvres
- Odette, ou la Petite Reine, chronique-vaudeville du temps de Charles VI, 1832
- Le te deum et le De profundis, vaudeville en un acte, avec Benjamin Antier et Victor Ratier, 1832
- Léonie, ou les Suites de la colère, 1833
- Une matinée à Vincennes, ou le Conciliateur, comédie-vaudeville en un acte, 1834
- Le Souper du diable, vaudeville en un acte, 1834
- Un pèlerinage, comédie-vaudeville en un acte, 1835
- La Préface de Gil Blas, pièce en un acte, 1835
- Casque en cuir et Pantalon garance, avec Xavier Veyrat, 1836
- Le Maugrabin, drame mêlé de chants, 1836
- La Fille du Danube, ou Ne m'oubliez pas, drame-vaudeville en deux actes et à spectacle, avec Veyrat, 1836
- Les Gitanos, ou le Prince et le Chevrier, comédie historique en un acte et mêlée de chant, 1836
- La Caisse d'épargne, comédie-vaudeville en un acte, avec Édouard Delalain, 1836
- Le Début de Talma, comédie-vaudeville en un acte, 1836
- Rosette, ou Promettre et Tenir, comédie-vaudeville en 2 époques, avec Alexandre de Lavergne, 1836
- L'Amour d'une reine, drame en trois actes, 1837
- Le Forgeron, drame-vaudeville en un acte, avec Delalain, 1837
- Les Ombres chinoises, comédie vaudeville en deux actes, 1837
- Les Marchands de bois, vaudeville en un acte, avec Hector Monréal, 1837
- Tabarin, ou un Bobêche d'autrefois, fantaisie en un acte, mêlée de chant, 1837
- Les Regrets, vaudeville en un acte, avec X. Veyrat, 1837
- Rose et Colas, ou Une pièce de Sedaine, comédie-vaudeville en deux actes, avec Delalain et Victor Ratier, 1838
- Le Mariage d'orgueil, comédie-vaudeville en deux actes, avec Adolphe d'Ennery, 1838
- Une histoire de voleurs, drame vaudeville en un acte, avec Delalain, 1838
- Turcs et Bayadères, ou le Bal de l'Ambigu, folie de carnaval en 2 tableaux et mêlée de couplets, avec Amable de Saint-Hilaire, 1838
- Sous la Régence, comédie-vaudeville en un acte, avec Delalain, 1838
- La Fabrique, drame-vaudeville en trois actes, avec Édouard Delalain, 1839
- Mme de Brienne, drame en deux actes, avec Max Raoul, 1839
- Béatrix, drame en quatre actes, avec Louis Lefebvre, 1839
- Madame de Brienne, drame en deux actes et en prose, 1839
- La Tarentule, imitation du ballet de l'Opéra, en deux actes, mêlés de chant et de danse, 1839
- Les Oiseaux de Bocace, vaudeville, avec Desroziers, 1840
- Cocorico ou la Poule de ma tante, vaudeville en cinq actes, avec Michel Masson et Ferdinand de Villeneuve, 1840
- L'Autre ou les Deux Maris, vaudeville en un acte, avec Alfred Desroziers, 1840
- Dinah l'Egyptienne, drame en trois actes mêlé de chant, avec Louis Lefebvre, 1840
- Le Piège à loup, vaudeville en un acte, avec X. Veyrat, 1841
- Au vert galant !, vaudeville en deux actes, avec Angel, 1842
- Eva ou le Grillon du foyer, comédie-vaudeville en deux actes, avec Choler, 1842
- Les Femmes et le Secret, vaudeville en un acte, avec Delalain, 1843
- Le Saut périlleux, vaudeville en un acte, 1843
- Les Naufrageurs de Kérougal, drame en quatre actes, à spectacle, avec Auguste-Louis-Désiré Boulé et Jules Chabot de Bouin, 1843
- La Perle de Morlaix, drame-vaudeville en trois actes, avec Édouard Delalain et Hippolyte Hostein, 1843
- La Tête de singe, vaudeville en deux actes, avec Dumanoir et Desroziers, 1844
- Mademoiselle Bruscambille, comédie vaudeville en un acte, avec Alzay, 1844
- Brancas le rêveur, comédie-vaudeville en un acte, avec Alexandre de Lavergne, 1845
- L'Homme aux trente écus, comédie-vaudeville en un acte, avec Brisebarre, 1845
- Le Fils du diable, drame en cinq actes et onze tableaux, avec Paul Féval, 1847
- Le Pot au lait, fable de La Fontaine, mise en action, 1847
- Impressions de ménage, comédie-vaudeville en un acte, avec Brisebarre, 1847
- Mademoiselle Grabutot, vaudeville en un acte, avec Choler, 1847
- Le Protégé de Molière, comédie en un acte, en vers, 1848
- La République de Platon, vaudeville en un acte, avec Choler, 1848
- Candide ou Tout est pour le mieux, conte mêlé de couplets en 3 actes et 5 tableaux, avec Clairville et Choler, 1848
- Les Barricades de 1848, opéra patriotique en un acte et deux tableaux, avec Édouard Louis Alexandre Brisebarre, 1848
- Une chaine anglaise, comédie vaudeville en trois actes, avec Eugène Labiche, 1848
- Histoire de rire, vaudeville en un acte, avec Labiche, 1848
- Mademoiselle Carillon, vaudeville en un acte, avec Angel, 1849
- Le Baron de Castel-Sarrazin, comédie-vaudeville en un acte, avec Clairville et Alfred Desroziers, 1849
- Le Congrès de la paix, à-propos en un acte, mêlé de couplets, avec Clairville, 1849
- Une femme exposée, vaudeville en un acte, avec Angel, 1849
- Les Manchettes d'un vilain, comédie-vaudeville en deux actes, avec Labiche et Auguste Lefranc, 1849
- Le Marin de la garde, opéra-comique en un acte, 1849
- La Paix du ménage, comédie-vaudeville en un acte, avec Choler, 1849
- La Baronne Bergamotte, comédie-vaudeville en deux actes, avec X.-B. Saintine, 1850
- Les Étoiles, ou le Voyage de la fiancée, vaudeville fantastique en 3 actes et 6 tableaux, 1850
- Le Rossignol des salons, comédie-vaudeville en un acte, avec Xavier de Montépin, 1850
- La Jeunesse de Louis XIV (1648), vaudeville anecdotique, 1851
- La Fille de Frétillon, vaudeville en un acte, avec Choler, 1851
- Belphégor, vaudeville fantastique en un acte, avec Adolphe Choler et Dumanoir, 1851
- La Mort aux rats, folie-vaudeville en un acte, 1851
- Le Mari d'une jolie femme, comédie-vaudeville en un acte, avec Choler, 1851
- Alice, ou l'Ange du foyer, comédie-vaudeville en un acte, avec Émile Colliot, 1852
- Marie Simon, drame en cinq actes, avec Jules-Édouard Alboize de Pujol et Choler, 1852
- L'Amour au daguerréotype, vaudeville en un acte, avec Varin, 1853
- Le Mariage au bâton, comédie-vaudeville en un acte, avec Xavier Eyma, 1853
- L'Héritage de ma tante, comédie vaudeville en un acte, avec Choler, 1854
- Le Cousin Verdure, comédie-vaudeville en un acte, avec Pierre Zaccone, 1855
- Flaneuse, vaudeville en un acte, 1855
- Zerbine, tableau bouffe, avec Octave Féré, 1856
- La Chanteuse de marbre, avec O. Féré, 1857
- Le Nez d'argent, vaudeville en un acte, avec Choler et Alfred Delacour, 1857
- La Belle Gabrielle, avec O. Féré, 1857
- Les Chevaliers errants. Zohra la Morisque, avec O. Féré, 1857
- Pianella, opérette en un acte, avec O. Féré, 1860
- Un bal sur la tête, vaudeville en un acte, avec Victor Bernard et Paul Siraudin, 1860
- Comme on gâte sa vie, comédie-vaudeville en trois actes, avec Choler, 1860
- Le Sou de Lise, opérette en un acte, avec Zaccone, 1860
- Les Trabucayres, avec O.Féré, 1862
- Le Comte de Bonneval, histoire du siècle dernier, avec O. Féré, 1863
- Détournement de majeure, vaudeville en un acte, avec V. Bernard, et P. Siraudin, 1863
- Les Quatre Femmes d'un pacha, avec O. Féré, 1864
- Splendeurs et Misères d'un renégat, avec O. Féré, 1864
- Le Baron de Trenck, avec Octave Féré, 1865
- Un mariage royal, avec O. Féré, 1865
- Une femme dégelée, vaudeville en un acte, avec Choler et Clairville, 1865
- Les Chevaliers d'aventures, avec O.Féré, 1865
- Les Amours du comte de Bonneval, avec Octave Féré, 1866
- Louise de Guzman, avec O. Féré, 1866
- Les Quatre Femmes d'un pacha, avec O. Féré, 1867
- Mademoiselle Pacifique, comédie-vaudeville en un acte, avec Choler, 1868
- L'Anneau de la veuve, 1870
- Le Mari de la tzarine, avec O. Féré, 1891 (posthume)